# Netopýr velký
Netopýr velký (Myotis myotis) je jeden z nejhojnějších a největších netopýrů obývajících Česko, který je současně také hojně rozšířen v Evropě kromě severských zemí.

## Charakteristika
Hlava s tělem má 6,5–8 cm; ocas 4,8–6 cm; výška 1,2–1,6 cm; předloktí 5,5–6,8 cm; hmotnost 18–45 g, což je pro srovnání o něco větší velikost než má vlaštovka. Rozpětí křídel je až 37 cm. Z horní strany je netopýr velký převážně šedohnědý a ze spodní strany pak šedobílý. Jeho srst je obvykle jen krátká.

## Výskyt
Netopýr velký žije v přírodě v jeskyních, ale je schopen se přizpůsobit i soužití s člověkem, kdy vyhledává úkryt na půdách starých domů, ve sklepech a štolách. V době letních měsíců vytváří samice s mláďaty početné kolonie v místech, kde není průvan. Některé kolonie čítají až 4000 jedinců. Zimuje v podzemních prostorách (jeskyně, štoly) jednotlivě nebo i v početných shlucích..

## Potrava
Netopýr velký loví za tmy, vyhledává větší hmyz, který lokalizuje pomocí ultrazvuku. Hlavní část jeho potravy představují velcí střevlíci, které sbírá z povrchu půdy a z hrabanky. Jeho oblíbenými lovišti jsou kosené louky a listnaté lesy s řídkým bylinným podrostem.

## Rozmnožování
K páření jedinců dochází dvakrát do roka v období podzimu a zimy, následuje březost, jež se pohybuje okolo 60–70 dní. Mládě se rodí většinou jedno a během 40–50 dnů je schopné letu. Samostatným se stává přibližně po dvou měsících života.
Netopýři velcí se páří na podzim a v zimě. Oplozené vajíčko však záhy ustrne ve svém vývoji a pokračuje v něm až následujícího jara. Při páření samec ovine samičku křídly a kousáním ji donutí setrvat na místě. Toto „objetí“ může trvat někdy i tři hodiny a často v něm dvojice netopýrů setrvávají i poté, co celá kolonie odlétne na večerní lov. Kolem každého samce se shromáždí několik samic, někdy i deset až patnáct, které jsou přilákány pachem sekretu vylučovaným lícními žlázami. Na začátku léta je hlavním úkolem samic najít vhodné místo pro odchov mláďat. Důležité je, aby zde přes den bylo dostatečně teplo. Každý rok během června až července rodí samice jediné mládě, které je zpočátku slepé a holé, s růžovou kůži. Jeho hlavní starostí je pevně se držet matčiny srsti. Pokud spadne na zem, bývá jeho osud ve většině případů zpečetěn. Ve věku tří týdnů je již natolik vyspělé, že může samo létat. Porod, kojení a odchov mláděte jsou pro matku náročné. Poté, co je mládě odstaveno, musí se samice snažit co nejrychleji nabrat zpět ztracenou hmotnost. Jen tak má šanci přečkat nadcházející zimu.

## Galerie

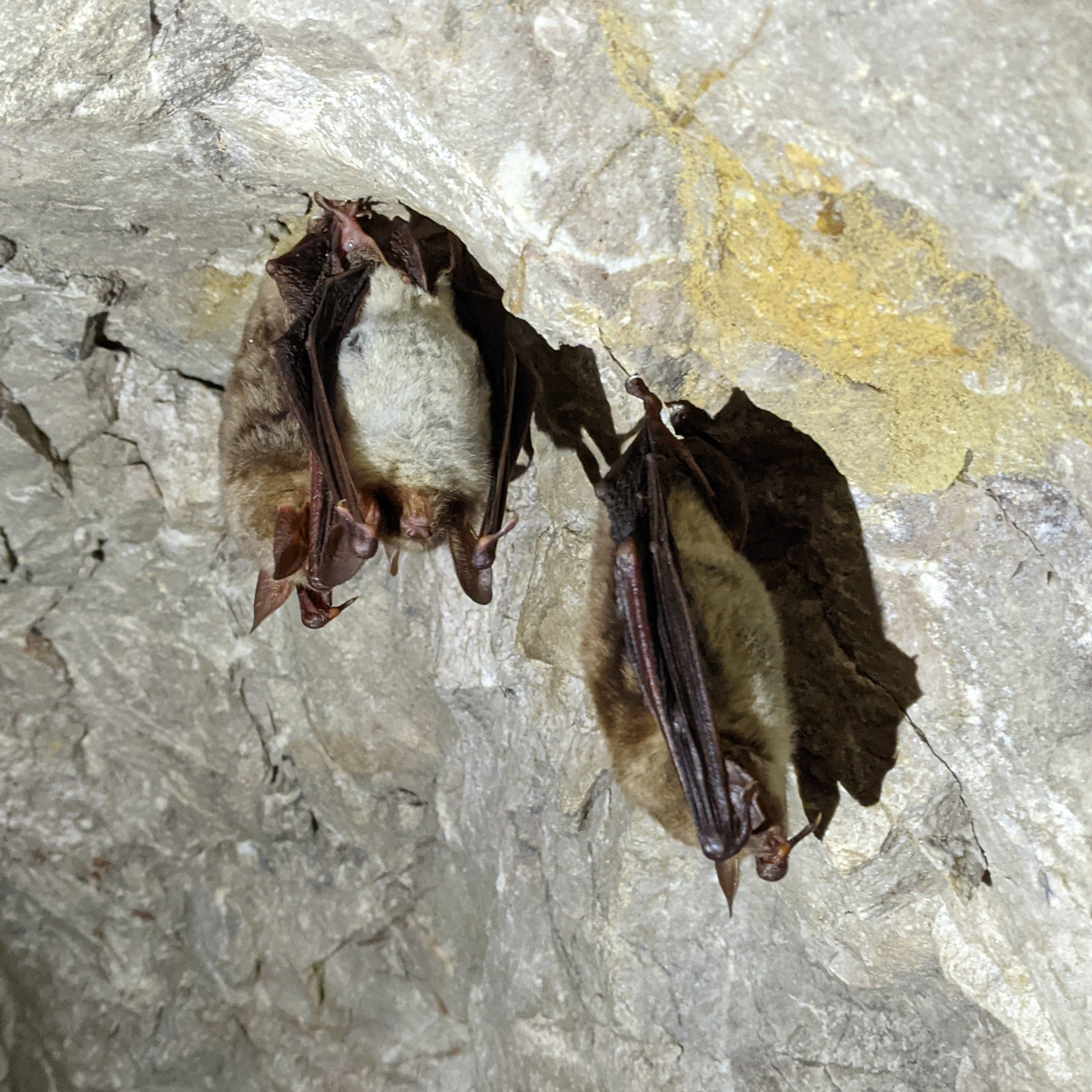
Netopýr velký přespávající zimu
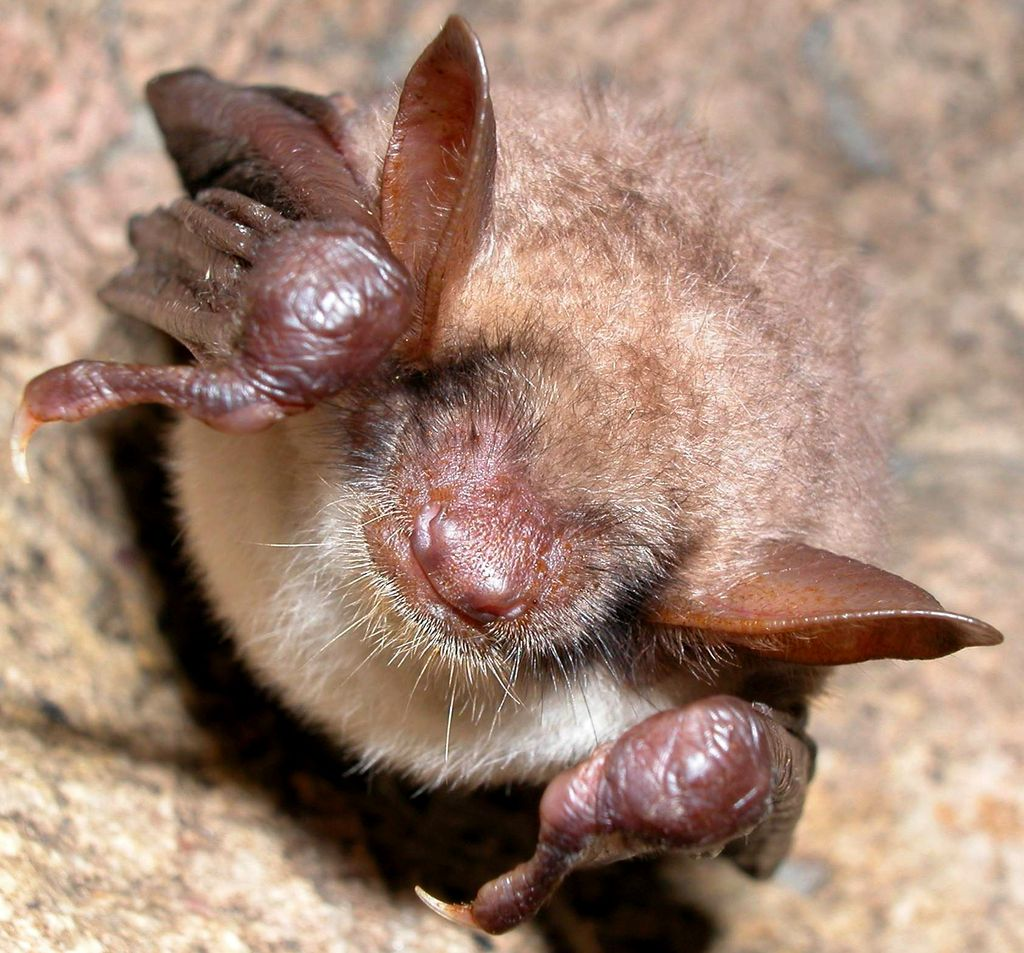
Detail hlavy
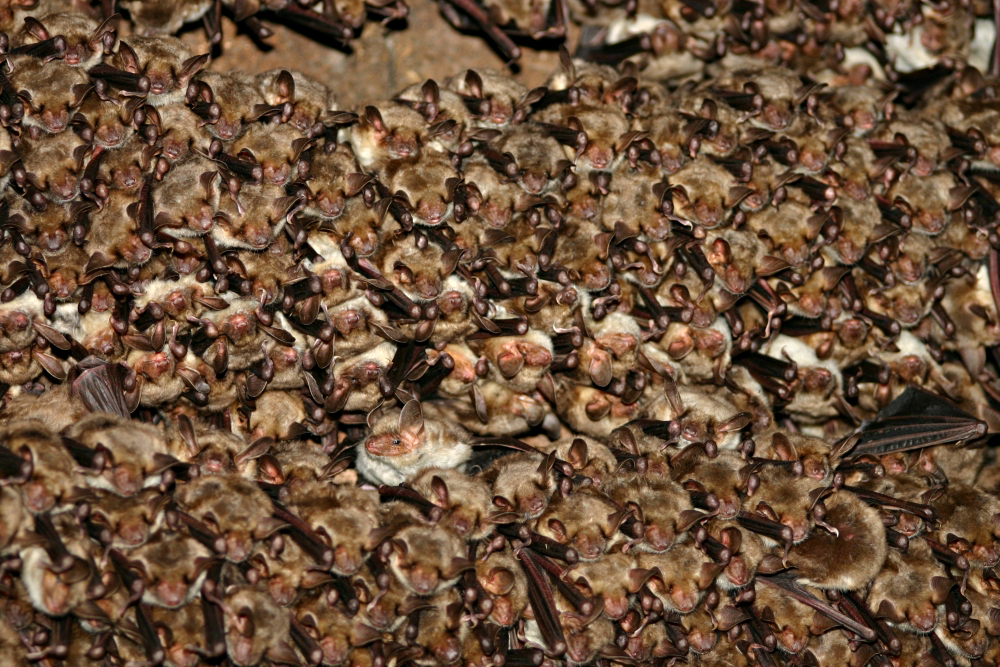
Kolonie netopýra velkého, Fertőszentmiklós, Maďarsko
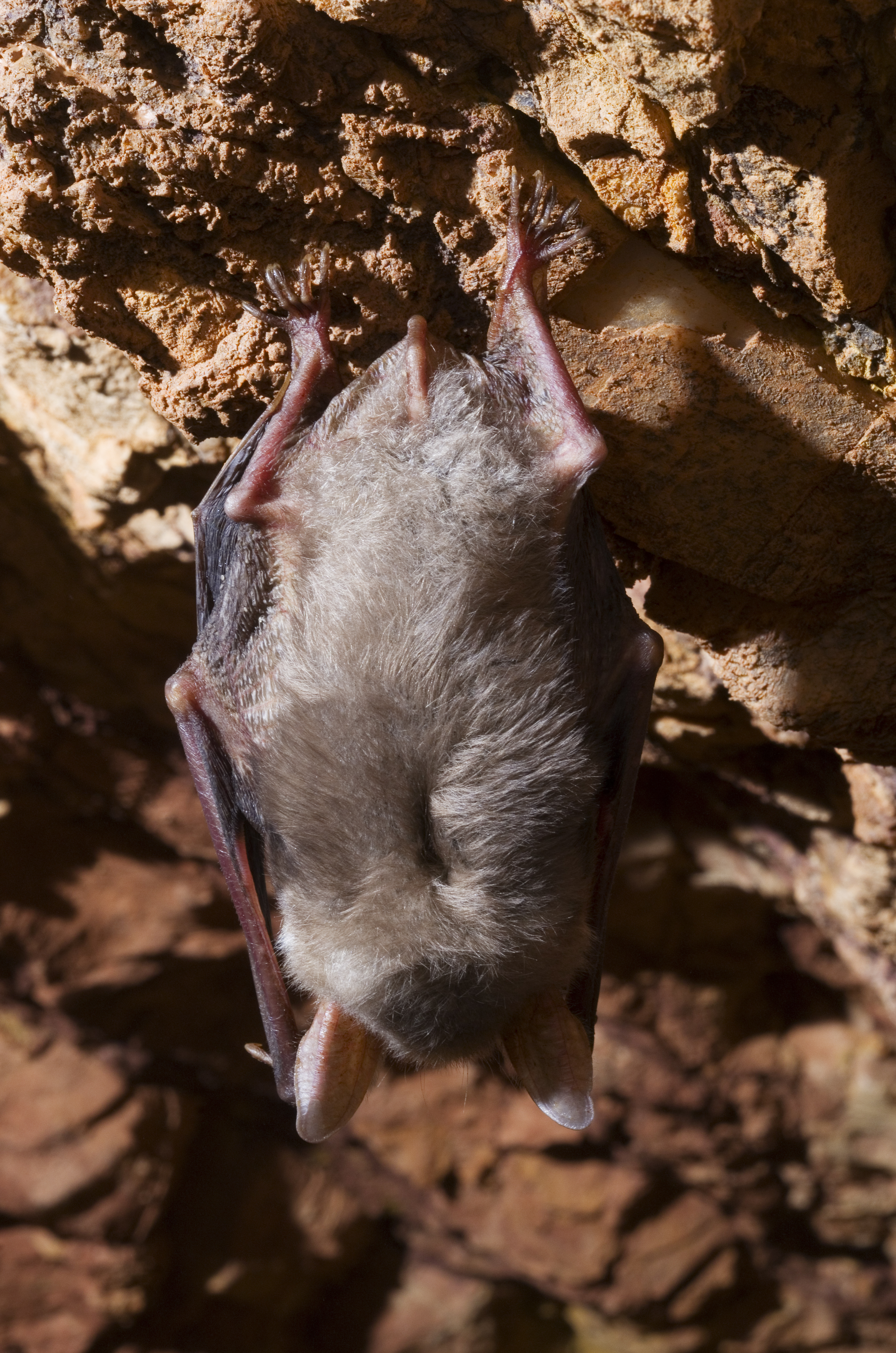
Zimující netopýr velký v Arnoldce
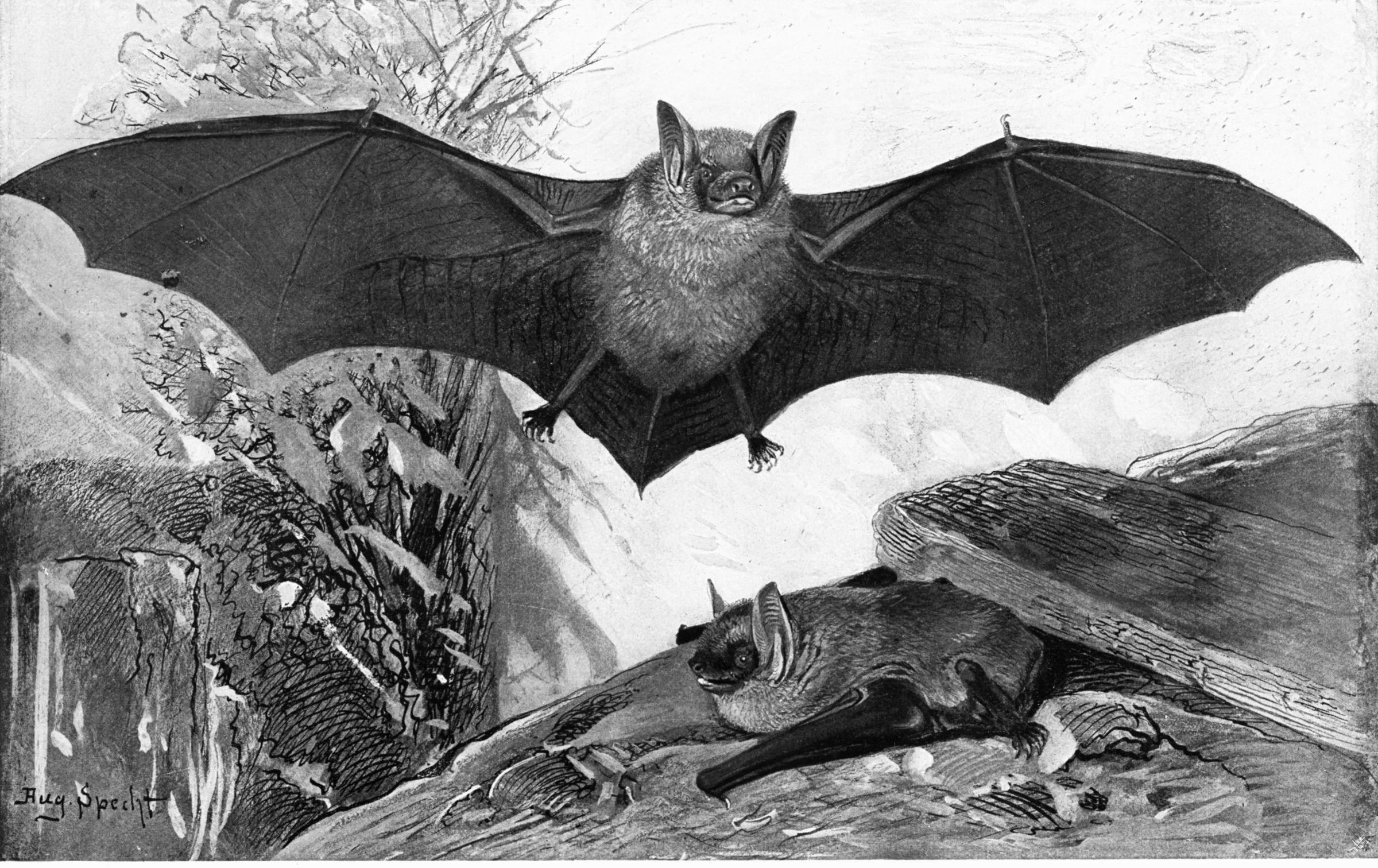
Rozpětí křídel (ilustrace)